# Laurence Badie
Pour les articles homonymes, voir Badie.
Laurence Badie, née le 15 juin 1928 à Boulogne-Billancourt (Seine) et morte le 11 janvier 2024 à Morlaix (Finistère), est une actrice française.
Spécialisée dans les rôles de soubrette ou de filles délurées ou frivoles, on la retrouve notamment dans des films populaires comme Jeux interdits, Maigret voit rouge, La Peau douce et elle poursuit une carrière au théâtre et à la télévision ainsi que comme voix de doublage de certaines actrices américaines et personnages de dessins animés.

## Biographie

### Jeunesse et études
Laurence Dolorès Badie-Lopes naît le 15 juin 1928 à Boulogne-Billancourt,. Elle est inscrite un an à HEC mais s’oriente finalement résolument vers le théâtre et suit des cours de comédie avec Julien Bertheau.

### Carrière
Elle est remarquée lors d’une audition par Georges Wilson qui la fait entrer au TNP de Jean Vilar à 19 ans. Elle y joue pendant une décennie Shakespeare, Tchekhov, Gide, Beaumarchais ou encore Molière. Cependant, Jean Vilar, sensible à son talent comique, la dirige vers le théâtre de boulevard.
Elle obtient son premier rôle au cinéma en 1952, à 24 ans, dans La Vie d'un honnête homme de Sacha Guitry ; elle y joue une jeune fille de bonne famille, riches industriels, dont le patriarche est joué par Michel Simon, aux côtés de Marguerite Pierry, Louis de Funès ou encore Claude Gensac. Plus tard, elle jouera dans des pièces de Laurent Ruquier (Si c'était à refaire) ou Isabelle Mergault (L'Amour sur un plateau).
Mais c'est son second rôle, la même année, dans le film Jeux interdits de René Clément, au fort succès, qui lance sa carrière d'actrice. Elle tourne alors dans plus de cent films, séries et téléfilms, le plus souvent dans des rôles secondaires, parfois sous la direction de cinéastes de renom tels que Alain Resnais, Vittorio De Sica ou encore François Truffaut.
En 1956, elle donne la réplique à Kirk Douglas dans La Vie passionnée de Vincent Van Gogh de Vincente Minnelli,. Elle y incarne Adeline Ravoux. Lors d'une interview en 2016, elle confie qu'elle devait figurer dans la scène finale, en annonçant la mort du peintre. Mais un problème de décor a modifié la fin du film, et cette scène sera finalement coupée au montage. À la télévision, Laurence Badie est une invitée récurrente de L'Académie des neuf dans les années 1980. Dans les années 1990, elle rejoint la sitcom familiale à succès Le Miel et les Abeilles, diffusée sur TF1, et son rôle de tante Marthe reste connu par toute une génération.

### Doublage
Laurence Badie est aussi une comédienne de doublage prolifique, prêtant notamment sa voix au personnage de Véra dans les séries d'animation Scooby-Doo, ou Casper le gentil fantôme dans les années 1970 aux années 1990.

### Mort
Laurence Badie meurt à l'âge de 95 ans le 11 janvier 2024 à Morlaix (Finistère).

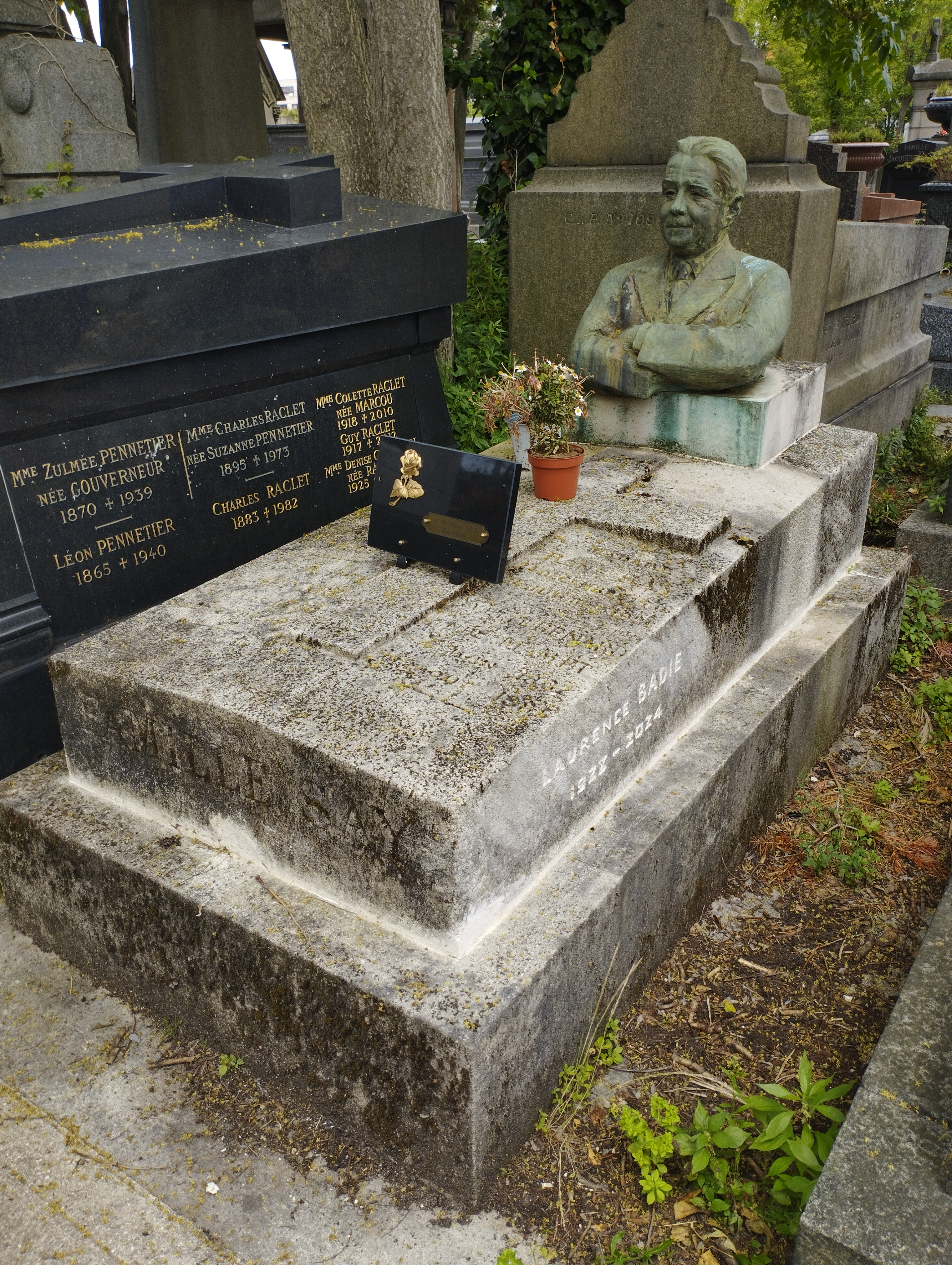
Tombe de Laurence Badie au cimetière du Père-Lachaise (division 94).

Ses obsèques se tiennent dans l'après-midi du 19 janvier en l'église Saint-Pierre-de-Chaillot dans le 16e arrondissement de Paris, suivies par l'inhumation dans l'intimité dans le caveau familial au cimetière du Père-Lachaise (division 94).

## Théâtre
- 1947 : La Tragédie du roi Richard II de William Shakespeare, mise en scène Jean Vilar, 1er TNP-festival d'Avignon
- 1953 : La Garde-malade d'Henry Monnier, mise en scène Georges Wilson, TNP-festival d'Avignon
- 1953 : La Tragédie du roi Richard II de William Shakespeare, mise en scène Jean Vilar, TNP-festival d'Avignon
- 1953 : Le Médecin malgré lui de Molière, mise en scène Jean-Pierre Darras, TNP-festival d'Avignon
- 1956 : Ce fou de Platonov d'Anton Tchekhov, mise en scène Jean Vilar, Festival de Bordeaux, TNP
- 1956 : Le Mariage de Figaro de Beaumarchais, mise en scène Jean Vilar, TNP-festival d'Avignon
- 1956 : Macbeth de William Shakespeare, mise en scène Jean Vilar, TNP-festival d'Avignon
- 1957 : Le Malade imaginaire de Molière, mise en scène Daniel Sorano, TNP-théâtre de Chaillot
- 1957 : Le Mariage de Figaro de Beaumarchais, mise en scène Jean Vilar, TNP-festival d'Avignon
- 1958 : L'École des femmes de Molière, mise en scène Georges Wilson, TNP-théâtre de Chaillot
- 1958 : Œdipe d'André Gide, mise en scène Jean Vilar, TNP, festival de Bordeaux, festival d'Avignon
- 1959 : Le Songe d'une nuit d'été de William Shakespeare, mise en scène Jean Vilar, TNP-festival d'Avignon
- 1960 : Lettre morte de Robert Pinget, mise en scène Jean Martin, théâtre Récamier
- 1961 : Loin de Rueil de Maurice Jarre et Roger Pillaudin d'après Raymond Queneau, mise en scène Maurice Jarre et Jean Vilar, TNP-théâtre de Chaillot
- 1964 : 2+2=2 de Staf Knop, mise scène Georges Vitaly, théâtre La Bruyère
- 1965 : Le Boy-friend de Sandy Wilson, mise en scène Jean-Christophe Averty et Dirk Sanders, théâtre Antoine
- 1965 : Les Filles de Jean Marsan, mise en scène Jean Le Poulain, théâtre Édouard-VII
- 1966 : Vacances pour Jessica de Carolyn Green, mise en scène Edmond Tamiz, théâtre Antoine[13]
- 1966 : La Bonne Adresse de Marc Camoletti, mise en scène Christian-Gérard, théâtre des Nouveautés
- 1968 : Pic et Pioche de Raymond Vincy, Jacques Mareuil et Darry Cowl, mise en scène Robert Thomas, théâtre des Nouveautés
- 1968 : Le Renard et la Grenouille de Sacha Guitry, mise en scène Pierre Dux, théâtre du Gymnase puis théâtre du Palais-Royal
- 1968 : Désiré de Sacha Guitry, mise en scène Pierre Dux, théâtre du Gymnase puis théâtre du Palais-Royal
- 1971 : Tout à l'heure de Jeannine Worms, mise en scène Jacques Échantillon, théâtre de l'Odéon
- 1971 : Oscar de Claude Magnier, mise en scène Pierre Mondy, théâtre du Palais-Royal
- 1976 : N'écoutez pas, mesdames ! de Sacha Guitry, mise en scène Michel Roux, théâtre Saint-Georges
- 1976 : Happy Birthday de et mise en scène Marc Camoletti, théâtre Michel
- 1977 : Une femme presque fidèle de Jacques Bernard, mise en scène Claude Brosset, Élysée-Montmartre
- 1979-1980 : Je veux voir Mioussov de Valentin Kataïev, adaptation Marc-Gilbert Sauvajon, mise en scène Jacques Fabbri, théâtre du Palais-Royal puis théâtre des Variétés
- 1980 : L'Intoxe de Françoise Dorin, mise en scène Jean-Laurent Cochet, théâtre des Variétés (reprise en 1982)
- 1984 : Le Bluffeur de et mise en scène de Marc Camoletti, théâtre des Variétés
- 1984 : Hourra Papa de Jo Moutet et Jacques Demarny[14].
- 1997 : On ne badine pas avec l'amour d'Alfred de Musset, mise en scène Jean-Claude Brialy, festival d'Anjou, festival de Ramatuelle
- 1999 : Comédie privée de Neil Simon, mise en scène Adrian Brine, théâtre du Gymnase Marie-Bell
- 2001 : Bon appétit, Messieurs ! de Jean Galabru, mise en scène Olivier Macé et Jean-Pierre Dravel, théâtre Comédia
- 2001 : Coupable ou non coupable d'Ayn Rand, mise en scène Robert Hossein, théâtre Marigny
- 2005 : Entrez sans frapper, mise en scène Raymond Acquaviva
- 2005-2006 : Si c'était à refaire de Laurent Ruquier, mise en scène Jean-Luc Moreau, théâtre des Variétés puis théâtre de la Renaissance
- 2006 : Ma vie d'artiste? de Mythic et Hugo Rezeda, mise en scène de Hugo Rezeda, tournée
- 2007 : La Dame de chez Maxim de Georges Feydeau, mise en scène Francis Perrin, théâtre des Variétés : la duchesse
- 2007-2008 : Devinez qui ? d'Agatha Christie, adaptation Sébastien Azzopardi, mise en scène Jacqueline Bœuf (tournée) : Emily Brent
- 2009-2010 : Tout le plaisir est pour nous de Ray Cooney, mise en scène Rodolphe Sand tournée puis théâtre Rive gauche
- 2011 : L'Amour sur un plateau d'Isabelle Mergault, mise en scène Agnès Boury, théâtre de la Porte-Saint-Martin
- 2013 : Vieilles Chipies de Gérard Moulévrier, mise en scène Jean-Pierre Dravel et Olivier Macé, tournée
- 2017 : Que la meilleure gagne ! de Bruno Druart et Patrick Angonin, mise en scène Jean-Philippe Azéma, tournée

## Filmographie

### Cinéma
- 1952 : La Vie d'un honnête homme de Sacha Guitry : Geneviève Lacoste
- 1952 : Jeux interdits de René Clément : Berthe Dollé
- 1952 : Suivez cet homme de Georges Lampin : Georgette
- 1954 : L'Amour d'une femme de Jean Grémillon : la fille du patron du bistrot
- 1955 : Les Impures de Pierre Chevalier : la femmme de ménage
- 1955 : Razzia sur la chnouf d'Henri Decoin : la fleuriste du cabaret
- 1956 : La Traversée de Paris de Claude Autant-Lara : la serveuse
- 1956 : La Vie passionnée de Vincent Van Gogh de Vincente Minnelli : Adeline Ravoux
- 1957 : Élisa de Roger Richebé : une fille emprisonnée
- 1962 : Muriel ou le Temps d'un retour d'Alain Resnais : Claudie
- 1963 : Le Meurtrier de Claude Autant-Lara : la servante
- 1963 : Maigret voit rouge de Gilles Grangier : Lucienne
- 1963 : La Peau douce de François Truffaut : Ingrid
- 1963 : Et vint le jour de la vengeance de Fred Zinnemann : Celestina
- 1964 : Patate de Robert Thomas : Jeannette
- 1964 : La Bonne Occase de Michel Drach
- 1965 : La Guerre est finie d'Alain Resnais : Bernadette Pluvier
- 1966 : L'Homme à la Buick de Gilles Grangier : la patronne du bar
- 1966 : Sept fois femme de Vittorio De Sica : la prostituée
- 1967 : La Puce à l'oreille de Jacques Charon d'après Georges Feydeau : Eugénie
- 1969 : La Maison de campagne de Jean Girault : Marthe
- 1970 : Cannabis de Pierre Koralnik : Mme Helène Carbona
- 1972 : Le Temps d'aimer (A Time for Loving) de Christopher Miles : la bonne
- 1972 : Les Volets clos de Jean-Claude Brialy : Louise
- 1972 : Prenez la queue comme tout le monde de Jean-François Davy : Suzette
- 1973 : Comment réussir quand on est con et pleurnichard de Michel Audiard : une employée de l'hôtel
- 1974 : Q de Jean-François Davy : l'acheteuse anglaise
- 1977 : Va voir maman, papa travaille de François Leterrier : la manucure
- 1978 : M58, la magnitude du bout du monde de Jean-Claude Boussard
- 1978 : Chaussette surprise de Jean-François Davy : Crevette
- 1978 : Je te tiens, tu me tiens par la barbichette de Jean Yanne
- 1978 : Vas-y maman de Nicole de Buron : Lucie
- 1980 : Mon oncle d'Amérique d'Alain Resnais : Mme Valérie Veestrate
- 1980 : Les Malheurs d'Octavie de Roland Urban : le commissaire du peuple
- 1982 : Prends ton passe-montagne, on va à la plage d'Eddy Matalon : une patiente
- 1982 : Le Cadeau de Michel Lang : Marie-Laure
- 1985 : Tranches de vie de François Leterrier: la paysanne
- 1997 : Les Couloirs du temps : Les Visiteurs 2 de Jean-Marie Poiré : Odette
- 2010 : Donnant donnant d'Isabelle Mergault : Margot
- 2011 : La Croisière de Pascale Pouzadoux : Odette

### Télévision

#### Téléfilms
- 1954 : Le Petit Poucet : la femme de l'ogre
- 1960 : Grabuge à Chioggia de Marcel Bluwal : Checca
- 1961 : Le Jubilée de Jean-Pierre Marchand
- 1961 : Loin de Rueil de Claude Barma : Lulu Doumer
- 1961 : Le Mariage de Figaro de Marcel Bluwal : Franchette
- 1962 : Les Trois Chapeaux claques de Jean-Pierre Marchand : Fanny
- 1963 : Un coup dans l'aile de Claude Barma : Jacqueline
- 1965 : Un chapeau de paille d'Italie de Claude Barma
- 1965 : Julie de Chaverny ou la Double Méprise de Jean-Pierre Marchand : Marie
- 1966 : La Chasse au météore de Roger Iglésis : Madame Thibault
- 1969 : Appelez-moi Rose de Youri : Rose
- 1971 : L'Objet perdu d'André Michel : Laurence Weil
- 1972 : Lui de Jean Pignol : Miss Sool
- 1973 : Point virgule de Jean Dasque
- 1974 : Soirée Courteline de Jeannette Hubert : Les Boulingrin : Félicie
- 1975 : L'Ingénu de Jean-Pierre Marchand : Crédule
- 1976 : Désiré de Jeannette Hubert : Henriette Corniche
- 1977 : Chantecler de Jean-Christophe Averty : la Poule blanche
- 1978 : Les Palmiers du métropolitain de Youri : Mme Elise Edgar
- 1979 : Par-devant notaire, sketch La Résidence du bonheur de Jean Laviron : Sophie
- 1979 : Au théâtre ce soir : La Route des Indes de Jacques Deval, mise en scène Robert Manuel, réalisation Pierre Sabbagh, Théâtre Marigny : Betty
- 1980 : Cabrioles d'Yves-André Hubert : la première dame
- 1980 : Je veux voir Mioussov de Philippe Ducrest : Choura
- 1980 : Ça, ça va plaire de Jean-Pierre Cassel et Bernard Lion : Katerin
- 1981 : À nous de jouer d'André Flédérick : Yvette
- 1981 : Au théâtre ce soir : Mademoiselle ma mère de Louis Verneuil, mise en scène Robert Manuel, réalisation Pierre Sabbagh, Théâtre Marigny : Louise
- 1981 : Au théâtre ce soir : L'Amant de Bornéo de Roger Ferdinand, Paul Armont, José Germain, mise en scène Michel Roux, réalisation Pierre Sabbagh, Théâtre Marigny : Agathe
- 1982 : Mersonne ne m'aime de Liliane de Kermadec
- 1982 : Au théâtre ce soir : Jean de la Lune de Marcel Achard, mise en scène Robert Manuel, réalisation Pierre Sabbagh, Théâtre Marigny : Louise / Étiennette
- 1983 : La Route inconnue de Jean Dewever
- 1983 : Emmenez-moi au théâtre : L'Intoxe de Françoise Dorin, réalisation Guy Seligmann : la contractuelle
- 1984 : Au théâtre ce soir : Nono de Sacha Guitry, mise en scène Robert Manuel, réalisation Pierre Sabbagh, Théâtre Marigny
- 1984 : Le soleil se lève aussi (en) de James Goldstone : Mme Mylène Truquoise
- 1992 : Taxi Girl de Jean-Dominique de La Rochefoucauld : Conception
- 1993 : Edwige Feuillère en scène de Serge Moati
- 1995 : Une folie de Pierre Joassin : Valentine
- 1998 : La Dame aux camélias de Jean-Claude Brialy : Nanine
- 2007 : La Dame de chez Maxim de Jean-Luc Orabona : la duchesse
- 2010 : Le Grand Restaurant de Gérard Pullicino

#### Séries télévisées
- 1966 : Si Perrault m'était conté : Lucie
- 1967 : Allô Police de Jean Dewever (saison 1, épisode 10)
- 1967 : Salle no 8 de Jean Dewever et Robert Guez : Mme Gaudivert (épisode 33)
- 1971 : Le Voyageur des siècles de Jean Dréville (saison 1, épisode 4) : Marguerite Bonaparte
- 1973 : Témoignages de Philippe Agostini (1 épisode) : la femme de chambre
- 1973 : Le Monde enchanté d'Isabelle de Youri : Mme Cartier
- 1974 : Les Oiseaux de Meiju Jingu d'André Michel
- 1974 : Chéri-Bibi de Jean Pignol d'après Gaston Leroux
- 1974 : Messieurs les jurés d'André Michel : Éliane Vaudebarrier
- 1977 : La Famille Cigale de Jean Pignol : Fernande
- 1978 : Preuves à l'appui de Jean Laviron (saison 1, épisode 3) : Colette
- 1978 :  Désiré Lafarge , épisode 35 mm couleur pour Désiré Lafarge  de Jean Pignol
- 1978 : Brigade des mineurs de Michel Wyn
- 1980 : Papa Poule de Roger Kahane
- 1980 : Les Amours de la Belle Époque de Jean Pignol (1 épisode)e
- 1981 : Les Amours des années folles de Dominique Giuliani (1 épisode) : Marthe
- 1983 : Les Nouvelles Brigades du Tigre de Victor Vicas, épisode La Fille de l'air : la chanteuse du café apache
- 1984 : Les Enquêtes du commissaire Maigret, épisode La Patience de Maigret d'Alain Boudet
- 1984 : La Dictée de Jean-Pierre Marchand
- 1984 : L'Âge vermeil de Roger Kahane
- 1985 : Série noire, épisode Pitié pour les rats de Jacques Ertaud : Mme Catherine Brichaud
- 1986 : Messieurs les jurés de Michèle Lucker : Rolande Vendin
- 1990 : Édouard et ses filles de Michel Lang
- 1992 : Le Miel et les Abeilles de Jacques Audoir, Nicolas Cahen, Gérard Espinasse : tante Marthe
- 2012 : Scènes de ménages : une amie d'Huguette et Raymond (plusieurs épisodes)
- 2015 : Comme des frères, premier épisode de la série La Loi d'Alexandre de Claude-Michel Rome : Mme Joanne Timbaud

## Doublage
Note : Les dates inscrites en italique correspondent aux sorties initiales des films dont Laurence Badie a assuré le redoublage ou le doublage tardif.

### Cinéma

#### Films
- 1922-1944[15] : Les Petites Canailles : la narratrice (voix)
- 1967 : Bonnie et Clyde : Blanche (Estelle Parsons)
- 1972 : Guet-apens : Fran Clinton (Sally Struthers)
- 1978 : Un mariage : Melba Lear (Mona Abboud)
- 1981 : Bandits, bandits : Pansy (Shelley Duvall)
- 1985 : Le Dernier Dragon : Angela (Faith Prince)
- 1987 : La Folle Histoire de l'espace : Dot Matrix (Joan Rivers) (voix)
- 1987 : Princess Bride : la vieille femme du rêve (Margery Mason)
- 2000 : Les Aventures de Rocky et Bullwinkle : Rocky, l'écureuil volant (June Foray) (voix)

#### Films d'animation
- 1973 : Joë petit boum-boum : la narratrice
- 1975 : La Honte de la jungle : Steffanie Starlet
- 1984 : Cathy la petite chenille : Gilbert
- 2000 : Kuzco, l'empereur mégalo : la serveuse de l'auberge
- 2001 : Atlantide, l'empire perdu : Mme Placard
- 2001 : Le père Noël est sans rancune : ? (court-métrage)
- 2003 : Les Énigmes de l'Atlantide : Mme Placard
- 2005 : Kuzco 2 : la serveuse de l'auberge
- 2006 : Rox et Rouky 2 : Zelda
- 2013 : Justin et la Légende des Chevaliers : la sorcière

### Télévision

#### Téléfilm
- 1992 : Le Cadeau de la rentrée : la valise de Dorothée

#### Séries télévisées
- 1976 : Wonder Woman : Etta Candy (Beatrice Colen) (saison 1, 13 épisodes)
- 1983-1987 : Les Enquêtes de Remington Steele : Mildred Krebs (Doris Roberts) (72 épisodes)[16]

#### Séries d'animation
- 1943-1948[17] : La Petite Lulu : Lulu
- 1950-1959[18] : Casper et ses amis : Casper
- 1960 : Joë chez les abeilles : narratrice
- 1961 : Joë chez les fourmis : narratrice
- 1963 : Joë au royaume des mouches : narratrice
- 1969-1970[19] : Scoubidou : Vera Dinkley
- 1972-1973[20] : Fantomatiquement vôtre, signé Scoubidou : Vera Dinkley
- 1976-1978[21] : Scoubidou Show : Vera Dinkley
- 1979-1980[22] : Scooby-Doo et Scrappy-Doo : Vera Dinkley
- 1980-1981 : Tchaou et Grodo : Tchaou
- 1983-1984[23] : Mystérieusement vôtre, signé Scoubidou : Vera Dinkley
- 1983-1985 : Muscleman : Mitsu / Marie (voix de remplacement)
- 1985-1987 : Clémentine : Ginette / Hélice (voix de remplacement)
- 1986-1987 : Kissyfur : Crocodette
- 1986-1988 : Pitou : Pitounet
- 1986-1988 : Foofur : Rocky
- 1988 : Agence Toutou Risques : Vera Dinkley (1re voix, saison 1) / voix additionnelles
- 1990 : Papa longues jambes : Mlle Lipette / Miss Slown
- 1992 : Un garçon formidable[24] : la vieille marchande (épisode 2)
- 1994 : Les Animaux du Bois de Quat'sous : la Belette / Charmeuse
- 1994-1996 : Détective Bogey[25] : Kid

## Discographie
- 1964 : Les Contes rouges du chat perché : « Les bœufs », « Le chien » - 33 tours Vogue LD.688.30 : Marinette
- 1964 : Les Contes bleus du chat perché : « Le loup », « Le problème » - 33 tours Vogue LD 689.30 : Marinette
- 1988 : Reviens minet par Laurence Badie et le Gang - 45 tours Musidisc Two 193297